# 정인국 (건축가)
정인국(鄭寅國, Jeong In-Guk, 1914년~1974년)은 대한민국의 건축가이다.
황해도 재령 출신이다. 1942년 일본 와세다 대학 교수, 1951년 서울대학교 공과대학 강사를 역임했다. 1956년 이래 국전 심사위원, 1954년 홍익대학교 건축과장, 1965년 홍익대학교 건축학부장이 되었다. 1957년 서울특별시 문화위원, 1960년 국회의사당 건설상임위원이 되었으며 한편 국제 조형미술가협회에 한국대표로 참석하여 유럽 건축계를 시찰하기도 했다. 1961년 서울특별시 문화재 보존위원, 남대문 중수 공사 자문위원, 대한주택영단 자문위원 등에 피임되고 1965년 서울특별시 문화상을 수상했다. 주요 작품으로 〈중앙관상대(中央觀象臺)〉가 있고 저서로 《서양건축사》, 《근대건축론》, 《현대건축론》이 있다.

## 회고전
- 2016년 9월 22일~11월 20일, 건축가 정인국 기증유물특별전 <건축 40년, 시대를 담다>, 서울역사박물관[2]

## 같이 보기
- 한국의 건축가 목록
- <건축 40년, 시대를 담다> 리뷰: 우리 근대건축의 오마주 《SPACE(공간)》